# 木の脚作戦
木の脚作戦（Operation Wooden Leg）は、イスラエル空軍により1985年10月1日に実施された、チュニジアのチュニスにあったパレスチナ解放機構(PLO)本部爆撃作戦の通称。
1985年にキプロスで発生したPLO部隊によるイスラエル人に対するテロへの報復を目的として実行された。作戦は航続距離の問題から通常制空戦闘機や防空戦闘機として運用されるF-15 バズに爆装を施して実施され、PLO本部を完全に破壊し要員60名以上を殺害するなどして成功を収めた一方、PLOのヤーセル・アラファート議長は外出していたため難を逃れた。

## 作戦以前の経緯
1982年のレバノン侵攻の後、PLOはチュニジアに拠点を置いた。1985年の9月25日、ユダヤ教の祝日ヨム・キプールの最中であったが、PLOのエリート部隊フォース17に属するガンマンがキプロスのラルカナ沖でイスラエルの小型船をハイジャックし、乗船していたイスラエル人旅行客3名を殺害した。イスラエル人旅行客たちは射殺の前に遺書を書くことを許可された。この殺害の性格は衝撃を広く引き起こした。PLOは犠牲者たちはモサドの工作員で、キプロスからパレスチナ人の船舶の航路をモニターしていたと主張した。この攻撃は、2週間前にイスラエル海軍がフォース17の上級指揮官ファイサル・アブー・シャラフを捕らえ投獄したことへの応答であった。シャラフは小型船「オポチュニティ」号で常にベイルートとラルカナの間を往復しており、モサド工作員が乗るイスラエル海軍の哨戒艇に停められた時も航海中であった。シャラフは逮捕され、イスラエルに連れて行かれ尋問された。彼は裁判にかけられ、重い刑期をくだされた。それ以来、イスラエル海軍とモサドは、複数の航海中船舶を捕捉し、テロ活動が疑われる乗客を逮捕した。
イスラエル内閣とイスラエル空軍は即時の報復を希求し、チュニスのPLOの司令部を目的として選んだ。ジョナサン・ポラードによりイスラエルにもたらされた、チュニジアとリビアの防空システムに関する情報は空襲を大いに助けた。この事件の後、アラブ紙はイスラエルの報復の恐れについて多量の報道を行った。それらの筋立ての多くは、モサドの心理戦争部門であるLAPが吹き込んだものであった。
攻撃の前夜には、チュニジアは米に対し、イスラエルに攻撃されるかもしれないという懸念を表明していた。しかしながら、チュニジアのさる高官によれば、米はチュニジアに対しそのような懸念を抱く理由はないと保証したとのことである。

## 作戦の概要
当時イスラエル空軍にはF-16A/B ネッツ及びF-15A/B バズが配備されていたが、イスラエルからチュニスまでの距離は約2,300kmに及ぶこと、F-16が少数であったことから、航続距離の長いF-15を使用した。F-15はレバノン侵攻にも投入されており、通常は制空戦闘機として使用されるが、火器管制装置であるAN/APG-63は対地攻撃モードを持ち各種誘導爆弾を搭載可能である為、今回の作戦では戦闘爆撃機として運用された。
10機のF-15（このうち8機が爆装、2機は予備機）及びボーイング707空中給油機を作戦に投入した。10月1日午前7時、F-15全10機が離陸した。10機は地中海を経由し、途中イオニア海上空で待機していた空中給油機からの給油後、予備機2機を除く8機がチュニスへ向かった。チュニス郊外のハンマムシャット(Hammam chat)の海辺から2機ずつで爆撃を実行した結果、PLO本部に壊滅的なダメージを与え、フォース17のリーダー数名を含む60名以上のPLO要員が死亡、民間人を含む多数が負傷したものの、その当時アラファートは外出していた為に難を逃れた。8機ともイスラエルへ帰還し、作戦成功と評価された。PLOはこの空爆の後、事務所をチュニス市内の住宅街に移転した。

## その後
この爆撃に関しては奇襲攻撃であった事、チュニジアの領空を侵犯した上での国内攻撃であった為、国際法上の問題が発生し、イスラエルは国際非難を受けることとなった。10月4日には国際連合安全保障理事会決議573が提出され、親イスラエルのアメリカ合衆国の棄権（当時のアメリカ合衆国大統領ロナルド・レーガンはこの爆撃事件を後に非難している）を除いて14票の賛成票により、非難決議が可決された。